# O’Swaldkai

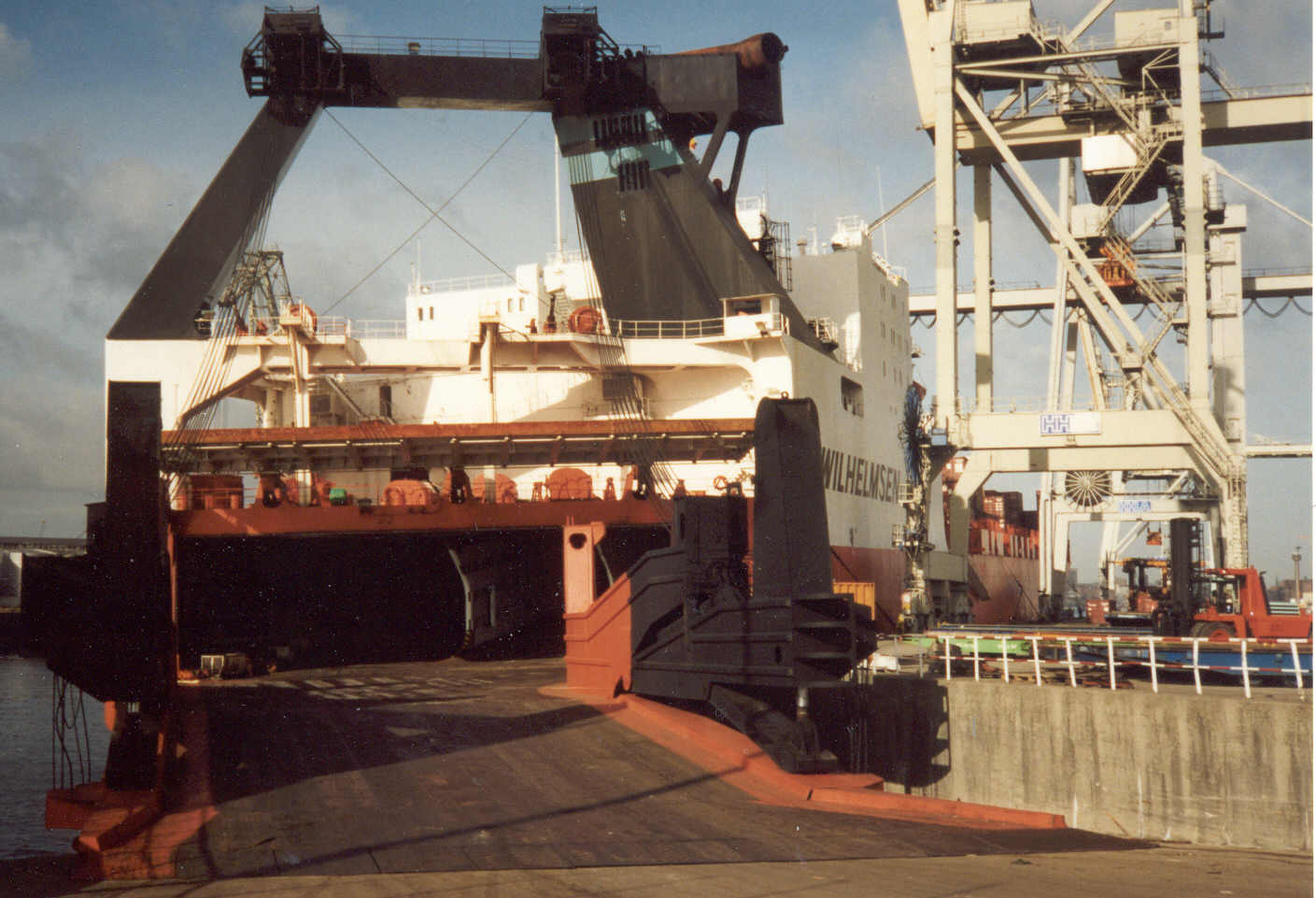
O’Swaldkai, ConRo-Schiff am RoRo-Terminal

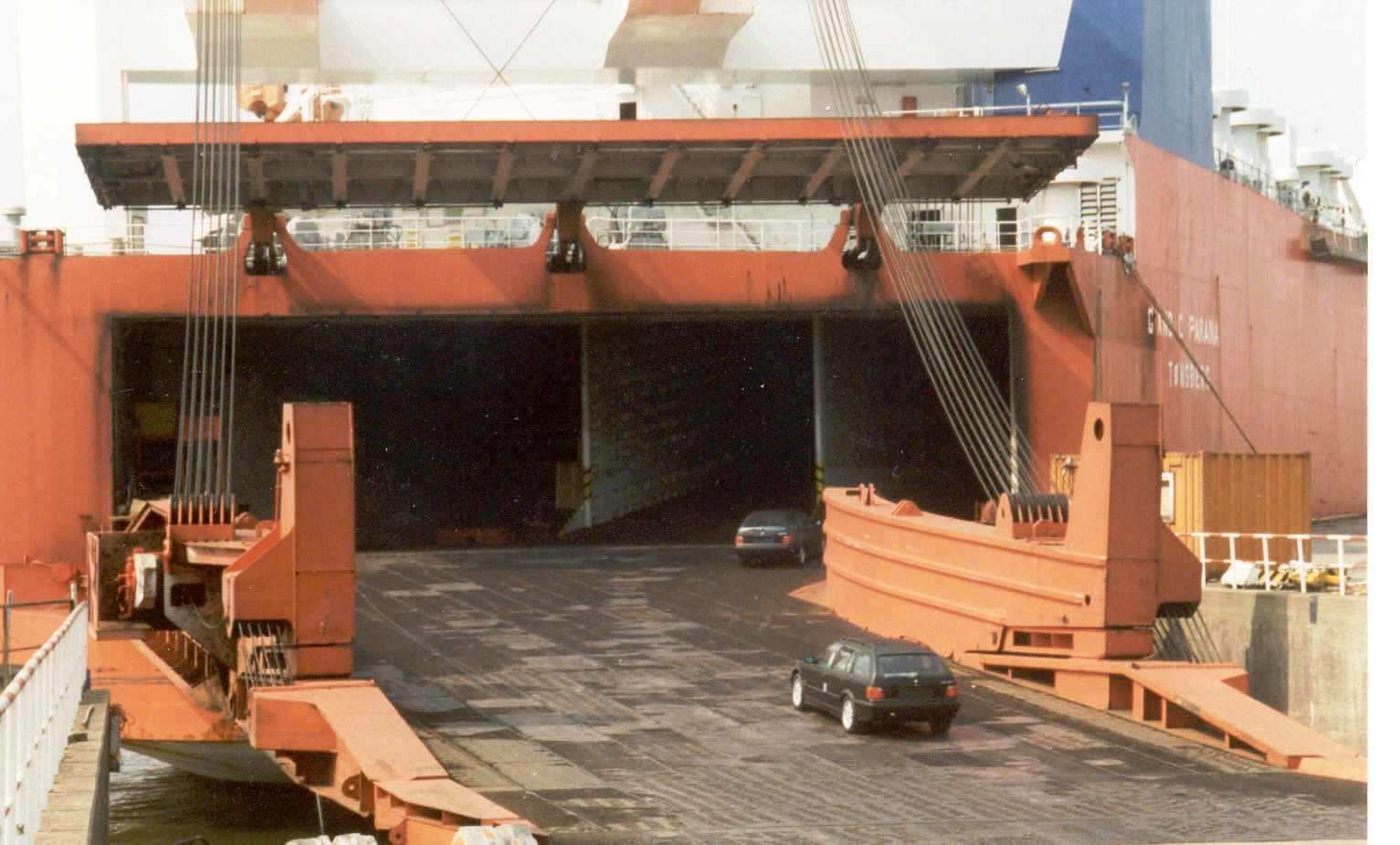
O’Swaldkai, Pkw-Umschlag eines ConRo-Schiffes

Der O’Swaldkai ist eine Hafenanlage im östlichen Bereich des Hamburger Hafens. 

## Terminal O’Swaldkai

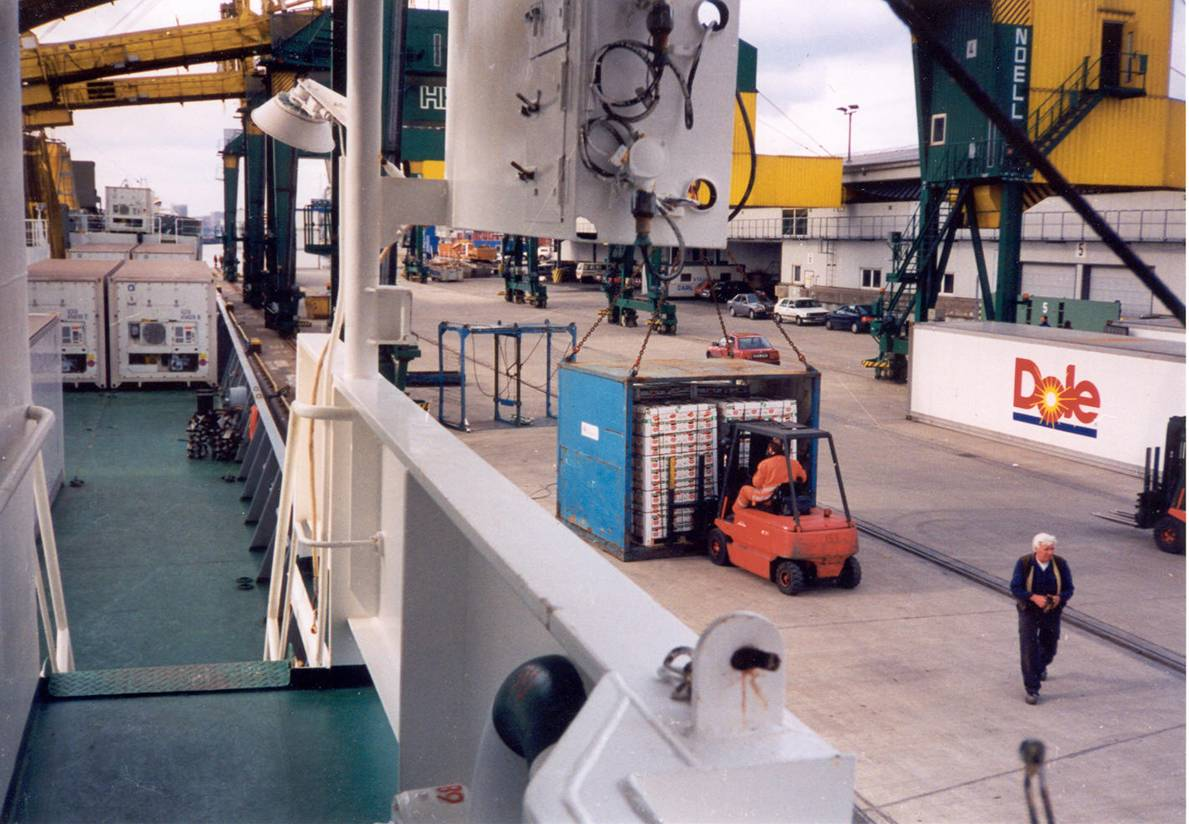
Fruchtumschlag im Hamburger Frucht- und Kühlzentrum

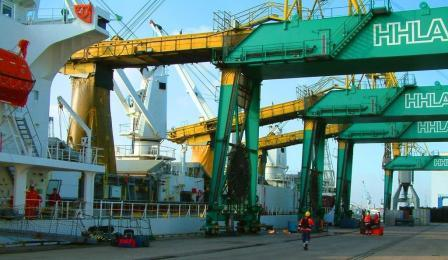
Elevatoren im Hamburger Frucht- und Kühlzentrum

Auf dem Terminal O’Swaldkai auf dem Kleinen Grasbrook südlich der Norderelbe an der Nordseite des Ende des 19. Jahrhunderts entstandenen Hansahafens sind rund 1000 Mitarbeiter auf einer Fläche von 75 Hektar mit der Abwicklung von Logistikdienstleistungen beschäftigt. An den Kaianlagen werden außer Kühlgütern vorwiegend RoRo- und ConRo-Schiffe abgefertigt, außerdem spielen Projektladungen und Forstprodukte eine wichtige Rolle.
Die Terminalanlagen werden von der Hamburger Hafen und Logistik AG (HHLA) und der zur HHLA gehörenden Unikai Lagerei- und Speditionsgesellschaft betrieben.

### RoRo-Terminal
Umschlaggüter sind vorwiegend Container, Projektladung, Schwergut, RoRo-Ladung sowohl in Form von Pkw und Lkw, aber auch als Trailer. Außerdem wird im kleineren Umfang Holz und sonstiges konventionelles Stückgut umgeschlagen. Zur Verfügung stehen zwei Liegeplätze mit einem maximalen Tiefgang von 11,5 Meter bei einer gesamten Kailänge von 800 Meter. Die Terminalfläche beträgt 800.000 m². Für den Umschlag sind zwei Containerbrücken und ein mobiler Hafenkran mit einer Hebefähigkeit bis 104 t vorhanden.

### Frucht- und Kühlzentrum
Hamburg ist der wichtigste Hafen für den Fruchtumschlag in Deutschland. Etwa 700.000 Tonnen Südfrüchte werden jährlich über das Frucht- und Kühlzentrum am O’Swaldkai umgeschlagen. Das Betriebsgelände umfasst 166.000 m², die Länge der Kaimauer auf der Nordseite des Hansahafens beträgt 530 Meter und bietet drei Liegeplätze für Kühlschiffe. Auf dem Terminal O’Swaldkai werden vorwiegend Südfrüchte am HHLA Frucht- und Kühlzentrum umgeschlagen, gelagert und weiterverarbeitet. Der Bananenumschlag hat Priorität, inzwischen ist auf dem Kleinen Grasbrook auch eine Bananenreifeanlage entstanden.
Die vorwiegend aus Mittelamerika kommenden Kühlschiffe löschen und laden zusätzlich Stückgüter und sonstige Waren in Containern, die an Deck der Kühlschiffe transportiert werden. Für den Umschlag stehen eine Containerbrücke, drei mobile Krane und rund 60 Gabelstapler zur Verfügung. Die Kühlschuppen verfügen über 30.000 Palettenstellplätze, 6 Palettierautomaten, 2 Depalettierautomaten und 30 Lkw-Abfertigungsrampen.

## Namensgeber William Henry O’Swald
Die Hafenanlage ist nach William Henry O’Swald benannt, einem Kaufmann, der Pionierarbeiten im Handel mit Ostafrika durchführte.